# Gervasio Guillot Muñoz
Gervasio Guillot Muñoz (Montevideo, 27 de setiembre de 1897 - Montevideo, 26 de octubre de 1956) fue un escritor uruguayo cuyos aportes fundamentales fueron en el campo de la crítica literaria.

## Biografía

### Primeros años
Nació en Montevideo en 1897, hijo del destacado jurista y político Álvaro Guillot y de Sara Muñoz Rivera.
Desde edad temprana sintió inclinación por las letras, no obstante lo cual cursó estudios en la Facultad de Derecho y Ciencias Sociales y en la Facultad de Arquitectura sin llegar a completar ninguna de estas carreras. Desde joven impartió cursos de arte e historia y posteriormente fue nombrado como subdirector del Museo Nacional de Bellas Artes, puesto que ejerció hasta 1933, año en que fue destituido en el marco de la dictadura de Gabriel Terra.

### Revista "Cruz del Sur"
Junto a su hermano gemelo Álvaro y con Alberto Lasplaces fundó en 1924 la revista cultural "La Cruz del Sur", la cual tuvo una importante relevancia. Considerada una de las más notables de la época, esta revista se dedicó a la difusión del arte nuevo y a debatir sobre literatura contemporánea. La edición de esta revista continuó hasta 1931, llegando a editarse treinta y cuatro números. Gervasio Guillot conformó un equipo de trabajo junto a su hermano el cual produjo una serie de artículos en los que la literatura francesa contemporánea y su influencia en las letras nacionales tuvo un papel preponderante.
En esta revista también colaboró el poeta Alfredo Mario Ferreiro, entre los años 1926 y 1929 cuando la abandona para fundar y dirigir la revista Cartel.

### Intereses y pensamiento
Además de sus escritos referidos al estudio de la literatura francesa contemporánea a su época y al análisis de la obra de los más relevantes creadores franco-uruguayos, como Jules Supervielle, Conde de Lautréamont (Isidore Ducasse) y Jules Laforgue, también se interesó en la vida y obra de importantes autores americanos.
Una faceta menos conocida que la de crítico literario, fue la de la poesía, género del cual publicó un único libro en francés que nunca fue traducido al español, "Misaine sur l'estuaire" y fue publicado en Montevideo por la editorial La Cruz del Sur.
Guillot también incursionó en escritos sobre artes plásticas principalmente de la pintura, y otros de corte político en los que se traslucía su rechazo al fascismo en ascenso en Europa aportando de esta forma al debate político e ideológico de su época.

## Obra
- Prólogo de "El hombre que se comió un autobús" de Alfredo Mario Ferreiro (Montevideoː Peña Hnos, 1927).
- La conversación de Carlos Reyles (Montevideoː Arca, 1966).
- La leyenda de Lautréamont (junto con su hermano, Álvaro Guillot Muñoz. Montevideoː FCU, 1971).
- Escritos (Colección de Clásicos Uruguayos. Vol. 180. Antología, prólogo y notas de Pablo Rocca. Montevideo, 2009).